# Classe Azio
La classe Azio era costituita sei unità posamine molto versatili che univano buone qualità nautiche a dimensioni adatte a risalire i fiumi e svolgere attività coloniali.

## Caratteristiche
La classe Azio, progettata all'inizio degli anni venti dal colonnello del Genio Navale Francesco Rotundi, fu ordinata nel 1924 per il servizio nelle colonie. Le unità di tale classe avrebbero dovuto servire sia come posamine che come navi coloniali: il loro principale compito sarebbe infatti consistito nella posa di campi minati difensivi nelle acque delle colonie e dei possedimenti italiani in Mediterraneo e Mar Rosso, a difesa delle relative coste. Oltre che alla posa di sbarramenti difensivi sulle rotte d'accesso ai porti italiani, tali unità avrebbero provveduto alla posa di sbarramenti offensivi sulle rotte percorse dal naviglio avversario ed erano inoltre in grado di essere impiegati come dragamine. Grazie tuttavia alle loro ottime caratteristiche marine, le unità della classe Azio, nel corso degli anni '20 e trenta, si rivelarono adatte a numerosi e svariati utilizzi, quali cannoniere, navi scuola, navi coloniali, navi idrografiche o stazionarie in acque straniere, utilizzabili sia in Italia che nelle colonie od in località ancora più lontane.

Una motolancia si avvicina al Lepanto all’ormeggio.

Nel corso della costruzione le unità della classe vennero modificate con l'aggiunta di ulteriori pesi, che ridusse di un nodo (da 16 a 15) la velocità rispetto a quella di progetto, ma che non impedì comunque di utilizzare le unità anche come navi scorta. Essendo state concepite anche per la rappresentanza presso nazioni estere e la permanenza in climi caldi, le unità della classe ebbero un allestimento particolarmente confortevole e curato, anche lussuoso, furono muniti di isolamenti termici (per poter stazionare a lungo in aree con clima tropicale, impedendo il raggiungimento di temperature elevate nei locali interni) e di stazioni radio di notevole potenza. Vi erano inoltre alloggi in eccesso, per poter ospitare altro personale. Grazie al ridotto pescaggio ed alla loro versatilità, le navi potevano anche essere impiegate, all'occorrenza, nella navigazione fluviale.
I posamine della classe Azio avevano tagliamare dritto, un alto bordo libero ed oltre un terzo dello scafo occupato dal castello di prua, a poppavia del quale vi era una grande tuga che raggiungeva la poppa. In corrispondenza dell'estremità anteriore del ponte di castello vi erano plancia, timoniera (che formavano un blocco unico) e controplancia scoperta, su due ponti, a poppavia della quale vi era il fumaiolo, con una leggera inclinazione verso poppa, poi gli osteriggi della sala macchine ed il locale di governo secondario. Vi erano due alberi verticali, a stilo e privi di montanti. Nel sottocastello e nella parte prodiera del ponte di primo corridoio si trovavano i locali per l'equipaggio, mentre a poppavia della sala macchine, sul ponte di primo corridoio, erano sistemati i camerini degli ufficiali e dei sottufficiali di grado più elevato. A centro nave, ai lati del ponte di coperta, vi erano le gru di diverse motobarche ed imbarcazioni utilizzate per servizi vari. Lo scafo era in acciaio dolce Martin-Siemens.
L'apparato motore consisteva in due macchine a vapore verticali a triplice espansione, che, alimentate da altrettante caldaie a tubi d'acqua, sviluppavano la potenza totale di 1500 CV, consentendo una velocità di 15 nodi, alla quale l'autonomia era di 1500 miglia. La suddivisione dell'apparato motore su due assi contribuì positivamente, insieme al disegno dello scafo, dalle caratteristiche molto marine, a conferire agli Azio eccellenti qualità di tenuta del mare e manovrabilità. Mentre Lepanto, Azio e Legnano avevano caldaie alimentate a nafta (75 tonnellate), Dardanelli, Ostia e Milazzo le avevano a carbone (85 tonnellate). Secondo alcune fonti le unità erano in origine provviste anche di velatura ausiliaria: un fiocco di 26 m², una trinchettina di 93 m², una randa di 98 m² ed un velaccio di 98 m². Il timone non era compensato.

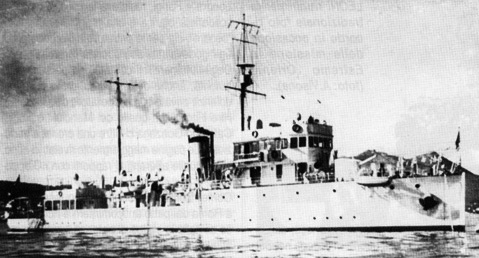
Una fotografia del Lepanto.

L'armamento principale consisteva in due cannoni Terni (od Ansaldo-Schneider) da 102/35 Mod. 1914, uno situato sul ponte di castello, a proravia della plancia, e l'altro sul cielo della parte di estrema poppa della tuga. L'armamento secondario era costituito da un cannone contraereo Ansaldo da 76/40 Mod. 1917, sostituito da una mitragliera da 40/39 sulla Lepanto. Le navi disponevano delle attrezzature per trasportare e posare 80 mine, per un peso complessivo di 86 tonnellate.
La riuscita degli Azio fu tale che se ne progettò la riproduzione in un maggior numero di unità, con alcune migliorie, ma ciò fu reso impossibile dalla mancanza di fondi. Due unità tipo Azio migliorato, la classe Babr, vennero costruite per la Marina imperiale iraniana. Le linee degli Azio vennero riprese nel 1941, quando vennero progettate le corvette della classe Gabbiano.
L'equipaggio era costituito da 5 ufficiali e 69 sottufficiali, sottocapi e comuni. La Dardanelli e la Milazzo furono cedute al Venezuela in cambio di una fornitura di nafta per caldaie.
Delle navi solo la Azio sopravvisse al secondo conflitto mondiale, venendo radiata solo nel 1957.
Il Lepanto ando in mano giapponese e poi cinese, la Ostia fu autoaffondata a Massaua nel 1941, il Legnano fu colpito e affondato nella rada di porto Lago (Isola di Lero), nel 1943.

## Unità

### Dardanelli
La RN Dardanelli fu impostata nei bacini del Cantiere Navale Triestino di Monfalcone il 14 maggio 1925 e consegnata il 29 settembre successivo. Entrò in servizio nella Regia Marina il 4 settembre 1926 assegnata al Gruppo posamine della Divisione Speciale della II Squadra Navale, avente base a Taranto. Nel 1930 la nave prese parte ad una campagna idrografica nel Golfo della Sirte. Nel 1937 venne ceduta, insieme al Milazzo,  alla Marina venezuelana in seguito ad un accordo intergovernativo in cambio di una grossa fornitura di nafta per la flotta italiana. Riclassificata come cannoniera con la denominazione di General Soublette, fu radiato nel 1951 e demolito.

### Milazzo
La RN Milazzo, impostata il 19 maggio 1925 nel Cantiere Navale Triestino e varata il 18 novembre 1925. Fu consegnata alla Regia Marina il 7 ottobre dell'anno successivo. Il 12 marzo 1938 fu radiata e ceduta, insieme al Dardanelli,  alla Marina venezuelana come cannoniera General Urdaneta, fu radiato il 7 novembre 1951 e demolito.

### Ostia
La RN Ostia fu impostata nel Cantiere Navale Triestino il 23 maggio 1925, fu varato il 3 dicembre ed entrò in servizio il 17 novembre 1926. Venne utilizzato, tra il 1933 ed il 1934, come nave idrografica e prese parte a rilevamenti della baia di Assab e delle coste della Dancalia. Successivamente l'Ostia venne adibito anche a compiti di nave scuola e nave coloniale. Di base nel Mar Rosso dal 1934 insieme al gemello Azio e ad altre unità. Fin dall'inizio della seconda guerra mondiale fu impegnato nella posa di campi minati, mentre alcuni cannoni vennero sbarcati per essere assegnati alle batterie antiaeree. Con la caduta dell'Africa Orientale Italiana, insieme alle navi non in grado di rientrare in patria, l'Ostia venne affondato dall'equipaggio nel porto di Massaua. Nel dicembre 1941 venne recuperato dagli inglesi per liberare il porto e di nuovo affondato al largo.

### Legnano
Il Legnano fu realizzato dai Cantieri Navali Riuniti di Ancona. Varato il 14 marzo 1926, entrò in servizio l'anno successivo. Stanziato in Egeo nel 1934, a partire dal 1937 il Legnano venne dislocato nel Dodecaneso italiano come nave di rappresentanza del governatore del possedimento, Cesare Maria De Vecchi, e sporadicamente come nave appoggio MAS. A causa di questo suo utilizzo, il Legnano non ebbe mai impiego, scoppiata la guerra, come posamine, e per tale utilizzo fu necessario requisire e modificare la motonave mista Lero. Il 10 giugno 1940, data dell'entrata dell'Italia nel secondo conflitto mondiale, il Legnano faceva parte del Gruppo Navi Ausiliarie Dipartimentali del Comando Navale Mar Egeo, con base a Rodi. Con l'arrivo del nuovo governatore ammiraglio Inigo Campioni, nel luglio 1941, il Legnano iniziò ad essere utilizzato come avviso scorta e nave sede comando, utilizzo che continuò ad avere sino all'armistizio. L'8 settembre 1943, si trovava nell'isola di Lero e prese parte alla resistenza dell’isola contro l’offensiva tedesca. Il 5 ottobre 1943, nel corso di un attacco aereo da parte di bombardieri in picchiata Junkers Ju 87 «Stuka» della Luftwaffe, il Legnano venne colpito ed affondò nella baia di Portolago, mentre l'equipaggio, unitosi alle truppe di terra, continuò a partecipare alla difesa dell'isola sino alla sua resa, verificatasi il 16 novembre 1943.

### Lepanto
Impostata nel giugno 1925 e varata il 22 maggio 1927 nei Cantieri Navali Riuniti di Ancona, la Lepanto prestò servizio con la Regia Marina nei vari porti del Mediterraneo e del Mar Rosso come nave di rappresentanza e idrografica. Nel 1932 venne inviata a sostituire nel ruolo di cannoniera la RN Sebastiano Caboto, una delle due cannoniere dislocate sui fiumi della Cina a tutela degli interessi italiani nella Concessione di Tiensin. Rimasta sostanzialmente inattiva durante la seconda guerra mondiale, dopo l'armistizio dell'8 settembre la nave venne autoaffondata, ma in seguito recuperata dalla Marina imperiale giapponese e, dotata di nuovo armamento, fu impiegata nella scorta ai convogli con il nome di Okitsu. Dopo la resa del Giappone, nel 1946 fu ceduta alla Marina nazionalista cinese. Radiata e demolita nel 1956.

### Azio
La RN Azio, fu varata anch'essa ad Ancona il 4 maggio 1927. Utilizzata come nave idrografica, nave scuola e nave coloniale, nel 1934 era dislocato in Mar Rosso, insieme al gemello Ostia e ad altre unità. Nel 1939 la nave partecipò alle operazioni di sbarco in Albania nel corso dell'invasione dello stato balcanico. Nel 1940 era basata a Pola ed allo scoppio della guerra fu impiegata nella posa di campi minati in Mare Adriatico ed in seguito come nave scorta convogli, dragamine, pattugliatore e nave sede comando, svolgendo numerose missioni. Alla data dell'armistizio, l'8 settembre 1943, l'Azio si trovava ancora nel Dodecaneso. Insieme alle altre unità italiane rimaste nel possedimento (tra cui il gemello Legnano, che venne affondato da aerei tedeschi), il posamine prese parte alla battaglia di Lero. Rientrata in Italia nel 1946, fu l'unica nave della sua classe ad essere incorporata nella nuova Marina Militare come nave idrografica, venendo adibita a tale utilizzo sino al 1952. Il 1º gennaio 1957 l'anziana unità venne radiata, dopo di che, secondo alcune fonti, la nave fu ceduta nello stesso anno alla Fondazione Garaventa, che la impiegò come pontone/nave scuola con ormeggio fisso a Genova. Successivamente la nave venne avviata alla demolizione.